# Munira Mirza
Munira Mirza (* Mai 1978 in Oldham, Greater Manchester) ist eine britische politische Beraterin. Sie war von 2019 bis zu ihrem Rücktritt im Februar 2022 die Leiterin der Number 10 Policy Unit unter dem Premierminister  Boris Johnson. Zuvor arbeitete sie unter Johnson als Stellvertretende Bürgermeisterin für Bildung und Kultur, als dieser  Bürgermeister von London war.

## Kindheit, Jugend, Ausbildung
Mirzas Familie kam aus Pakistan ins Vereinigte Königreich. Ihr Vater bekam einen Arbeitsplatz in einer Fabrik, ihre Mutter war Hausfrau und lehrte Urdu in Teilzeit. Sie hatte zwei Brüder und eine Schwester, alle älter als sie. Mirza besuchte bis zum Alter von 16 Jahren die Breeze Hill School, danach das Oldham Sixth Form College. Sie war in ihrer Klasse die einzige Schülerin, die danach einen Studienplatz an der Oxford University bekam und studierte English Literature am Mansfield College, den Abschluss machte sie 1999. Sie setzte ihr Studium an der University of Kent fort. Sie erlangte 2004 einen MA in Social Research und 2009 den PhD in Soziologie bei Frank Furedi.:66

## Berufliche und politische Laufbahn
Schon früh engagierte sich Mirza im Bereich der Politik mit linksextremistischem Einschlag. Sie war Mitglied der Revolutionary Communist Party, einer kleinen trotzkistische Gruppe, die sich 1997 auflöste. Sie schrieb in der Zeitschrift der Gruppe, Living Marxism, Artikel, bis die Zeitschrift nach einem verlorenen Prozess wegen übler Nachrede gegenüber ITN wegen deren Berichterstattung zum Völkermord in Bosnien eingestellt wurde. Mitarbeiter von Living Marxism gründeten später die Website Spiked, auch dort erschienen Artikel von Mirza.
Viele von Mirzas Kollegen aus der Revolutionären Kommunistischen Partei wurden nach der Auflösung ihrer Partei einflussreich in den euroskeptischen Kreisen der Konservativen Partei, blieben aber weiterhin eng miteinander verbunden.
Mirza zufolge war sie in ihren frühen Zwanzigern „so etwas wie ein 'Museumsjunkie'“. Ihre erste berufliche Tätigkeit im Kunstsektor war bei der Royal Society of Arts, wo sie sich besonders für die Politik der Kultur interessierte. Sie habe wissen wollen, „warum wir das, was wir tun, schätzen, wie man die Kunst zugänglicher machen kann und warum das öffentliche Interesse an der Kunst wichtig ist“. Daraufhin begann sie eine Doktorarbeit in Soziologie, in der sie sich insbesondere mit der Kulturpolitik befasste".  Kurze Zeit arbeitete sie auch in der  Tate Gallery.
Von 2005 bis 2007 arbeitete Mirza für die konservative Denkfabrik  Policy Exchange. Während dieser Zeit veröffentlichte sie eine Sammlung von Essays unter dem Titel Culture Vultures: Is UK Arts Policy Damaging the Arts? Sie kritisierte darin die auf Inklusivität ausgerichtete Kulturpolitik der britischen Regierung., Ferner schrieb sie  Living Apart Together: British Muslims and the Paradox of Multiculturalism.
Im Dezember 2009 trat sie in der Sendung Great Lives von  BBC Radio 4 auf und nominierte die politische Philosophin Hannah Arendt für die Sendereihe.
Von  2008 bis 2016 arbeitete Mirza für Boris Johnson, den damaligen Bürgermeister von London, zunächst als Beraterin für Kultur sowie als  Director of Arts, Culture and the Creative Industries. Ab 2012 fungierte sie als eine von sechs Stellvertretenden Bürgermeistern, zuständig für Bildung und Kultur. Sie beriet den Bürgermeister zu den Prioritäten in den Bereichen Kultur und Bildung und leitete die Umsetzung wichtiger Programme, darunter Investitionen in Höhe von 40 Millionen Pfund für Bildung und Jugend in London. Mirza bezeichnete sich 2014 dennoch nicht als Konservative.
Ihr Buch The Politics of Culture: The Case for Universalism wurde 2012 bei Palgrave Macmillan veröffentlicht. Darin argumentiert sie, der Konsens über den Wert der kulturellen Vielfalt habe zu Ambivalenzen geführt. Im Jahr 2016 war Mirza eine lautstarke Befürworterin des Brexit, eine Haltung, die sie später in Kulturkreisen als „das neue Schwulsein“ bezeichnete. Sie sagte, das Ergebnis des Referendums sei durch einen demokratischen Prozess erzielt worden, der in gewisser Weise an die Magna Carta erinnere.
Im Jahr 2018 wurde Mirza vom New Statesman als mögliche Kandidatin der Konservativen Partei für die Londoner Bürgermeisterwahl 2020  erwähnt.
Seit Januar 2019  war sie Executive Director of Culture am King’s College London und leitete die Kulturstrategie der Einrichtung sowie die Science Gallery London am Guy's Campus.
Am 24. Juli 2019, nachdem ihr früherer Chef Johnson Premierminister geworden war, wurde Mirza als Nachfolgerin von James Marshall zur Direktorin der Number 10 Policy Unit ernannt. In dieser Funktion entwarf Mirza die Finanzpolitik.
2020 bezeichnete Johnson sie als eine der fünf Frauen, die er am meisten bewundern würde.
Im November 2020 erklärte der politische Redakteur von ITV, Robert Peston, im Spectator, dass die Forderung nach einer „kulturellen Umerziehung“ der BBC, von der viele annahmen, sie stamme von Johnsons ehemaligem Berater Dominic Cummings, in Wirklichkeit von Mirza und ihrem Ehemann stammte.
Am 3. Februar 2022 trat sie als Johnsons Beraterin zurück und begründete dies mit seinen Äußerungen im Unterhaus, in denen er den Labour-Vorsitzenden Keir Starmer beschuldigte, dafür verantwortlich zu sein, dass der pädophile Jimmy Savile nicht strafrechtlich verfolgt wurde – Behauptungen, die die BBC als „weitgehend widerlegt“ bezeichnete. In ihrem Rücktrittsschreiben erklärte sie: „Es gab keine faire oder vernünftige Grundlage für diese Behauptung. Es handelte sich nicht um das übliche politische Geplänkel, sondern um eine unangemessene und parteiische Bezugnahme auf einen schrecklichen Fall von sexuellem Kindesmissbrauch“. Ihr Nachfolger wurde Andrew Griffith.

### Kulturpolitik
Mirza ist Mitglied des  Arts Council England, des London Area Council sowie des Board of the Institute of Contemporary Arts, ferner auch  des Board at the Royal Opera House und der  Illuminated River Foundation. Sie leitet  HENI Talks, eine nichtkommerzielle Initiative, deren Zweck es ist, Kenntnisse über Kunstgeschichte online zu verbreiten. Mirza setzt sich für öffentliche Investitionen in die Kunst ein, mahnt aber auch, dass die Organisationen „unternehmerischer werden und nach Möglichkeiten suchen müssen, ihre Ressourcen zu erweitern“, auch durch Sponsoring von Unternehmen.

### Ihre Ansichten zu Multikulturalismus und Rassismus
Im Jahr 2006 kritisierte Mirza den von New Labour geförderten Multikulturalismus, da er die Unterschiede zwischen den Gruppen hervorhebe und Konflikte fördere. sie erklärte, dass die unterschiedliche Behandlung von Menschen „ein Gefühl der Ausgrenzung schürt“. In einem Artikel im  Spectator aus dem Jahr 2017 beschrieb Mirza die Anti-Rassismus-Bewegung als einen „falschen moralischen Kreuzzug“, der aus den USA importiert wurde, „...mit seinen verrückten Campus-Dramen und Neurosen über 'sichere Räume', 'Mikro-Aggressionen' und 'kulturelle Aneignung'“.
Sie wurde kritisiert, weil sie sagte, dass „viele Leute in der Politik es für eine gute Idee halten, das Problem des Rassismus zu übertreiben“ und feststellte, dass Theresa Mays vorgeschlagene Prüfung der Rassenunterschiede bei öffentlichen Diensten die Szene für „einen weiteren Anfall von politischer Selbstgeißelung in Bezug auf das Thema Rasse in Großbritannien“ geschaffen habe, während „Anschuldigungen des institutionellen Rassismus – und ihre offizielle Bestätigung – das Vertrauen der BAME-Gemeinschaften in öffentliche Dienste untergraben und damit die Lage noch verschlimmert haben“.
Zu Johnsons Kolumne, in der er Dänemark für das Verbot der Burka kritisierte, und in der er die Trägerinnen des Kleidungsstücks mit „Bankräubern“ und „Briefkästen“ verglich, sagte sie: "Es gibt viele Menschen in diesem Land, die sich mit der Burka unwohl fühlen. Wenn Leute argumentieren, dass wir eine sensiblere Sprache verwenden sollten, sagen sie eigentlich, dass wir überhaupt nicht kritisch sein sollten, dass wir nicht beleidigend sein sollten, dass wir diese Praxis nicht kritisieren sollten, weil sie Muslime verärgert., und verteidigte Johnsons Äußerungen als „durchdacht, ausgewogen und wohlüberlegt“.
In Bezug auf den Windrush-Skandal erklärte Mirza, dass „die eigentliche Lehre nicht im Rassismus besteht, d. h. in der absichtlichen Ausrichtung auf ethnische Minderheitengruppen, sondern darin, dass die Verfahren zur Durchsetzung der Einwanderungsbestimmungen verbessert werden müssen“.
Im Juni 2020, nach den Protesten im Zusammenhang mit dem Tod von George Floyd, wurde Mirza gebeten, eine Kommission für Rassen- und ethnische Ungleichheiten einzurichten. Ihre Beteiligung löste eine Kontroverse aus, da sie das Vorhandensein von institutionellem Rassismus bezweifelte und frühere Berichte über Rassenbeziehungen kritisierte.

## Persönliches
2008 heiratete Mirza den konservativen Politikberater Dougie Smith. Die zwei haben einen Sohn.